# اثر دریاتابی

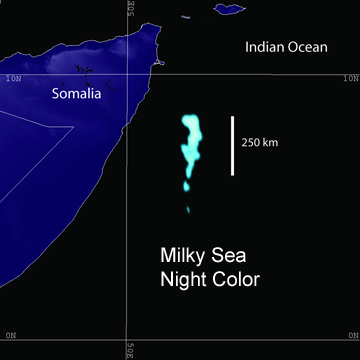
اثر دریاتابی در ساحل سومالی در اقیانوس هند

اثر دریاتابی (انگلیسی: Milky seas effect) شرایط خاصی در اقیانوس می‌باشد که مقادیر زیادی از آب با باکتری درخشنده پوشیده می‌شود. این امر باعث می‌شود که رنگ اقیانوس به‌طور یکنواخت به آبی ترسناکی تغییر کند. این موقعیت برای قرن‌ها در داستان‌های ملوانان گفته می‌شد. برای مثال در قسمت ۲۴ بیست هزار فرسنگ زیر دریا اثر ژول ورن این نکته یادآور شده است اما تا زمان کنونی به دقت مورد بررسی قرار نگرفته بود.

## اثر
از سال ۱۹۱۵ تا کنون ۲۳۵ رویت اثر دریاتابی ثبت شده است که عمدتاً نیز در منطقه شمال غربی اقیانوس هند و همچنین در نزدیکی اندونزی می‌باشند.
در سال ۱۹۸۵ یک کشتی تحقیقاتی در دریای عرب، نمونه‌هایی از آب دریا طی اثر دریاتابی جمع‌آوری نمود. نتیجهٔ تحقیقات آن‌ها این بود که این پدیده توسط باکتری vibrio harveyi است.
در سال ۲۰۰۵، استیون میلر از آزمایشگاه تحقیقاتی نیروی دریایی آمریکا، در مونتری کالیفرنیا می‌توانست با یک حساب دسته اول کشتی تجاری به تصاویر ماهواره‌ای سال ۱۹۹۵ دست یابد. برنامه ماهواره‌ای دفاع هوایی آمریکا که تقریباً ۱۵۴۰۰ کیلومتر مربع از سطح آب اثر دریاتابی دارد. مشاهدات حاکی از آن بود که این شب تابی در سه شب پیاپی ادامه داشته است.
در حالی که عکس‌های تک رنگ نور متصاعد را سفید نشان می‌داد، استیو هدداک شرح داد که: "نور تولیدی توسط باکتری‌ها در واقع آبی می‌باشد. علت اینکه در تصاویر سفید بنظر می‌آید این است که از دوربین‌های تک رنگ استفاده شده.
در برخی محافل نیز نور دریاتابی بیشتر سبز تعریف شده است هنوز مشخص نیست این اختلاف نظر در رنگ اثر دریاتابی به علت محل وقوع آن است یا این رنگ همان آبی دریایی است که به سبزی می‌زند.